# Annona monticola
Annona monticola Mart. – gatunek rośliny z rodziny flaszowcowatych (Annonaceae Juss.). Występuje naturalnie w północnej części Boliwii oraz w Brazylii (w stanach Goiás, Mato Grosso, Minas Gerais i São Paulo oraz w Dystrykcie Federalnym). 

## Morfologia

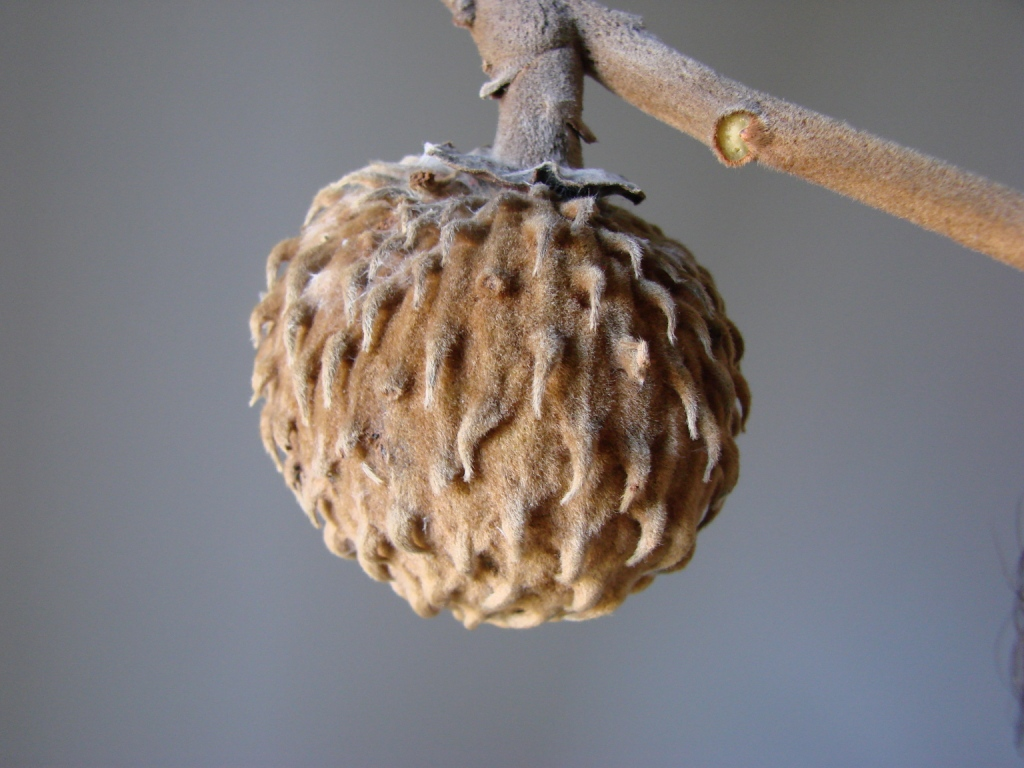
Owoc

PokrójZimozielony krzew dorastający do 0,5–2 m wysokości. Gałęzie są omszone.
LiścieMają eliptyczny kształt. Mierzą 9–25 cm długości oraz 4–15 szerokości. Są prawie skórzaste. Liść na brzegu jest całobrzegi. Wierzchołek jest ostry.

## Biologia i ekologia
Rośnie w cerrado. Występuje na wysokości od 500 do 1200 m n.p.m.